# Рождественка (Казахстан)
Рожде́ственка (каз. Рождественка) — село у складі Павлодарського району Павлодарської області Казахстану. Входить до складу Рожлественського сільського округу.
Населення — 698 осіб (2021; 717 у 2009, 870 у 1999, 822 у 1989).
Національний склад станом на 1989 рік:
- українці — 38 %
- німці — 29 %
- росіяни — 25 %